# Rolepa saturnioides
Rolepa saturnioides är en fjärilsart som beskrevs av Walker 1862. Rolepa saturnioides ingår i släktet Rolepa och familjen silkesspinnare. Inga underarter finns listade.